# 红猪
《紅豬》（日语：紅の豚），是一部由吉卜力工作室製作，宮崎駿執導，於1992年7月18日首映的日本動畫電影。該電影劇情根據宮崎駿於1989年連載于《Model Graphix》的作品《飛行艇時代》，《宫崎骏的杂想筆記》中的一个短篇所改編。德間書店、日本航空和日本電視臺則協助製作，電影由東寶發行。其配樂由日本作曲家久石讓作曲。
《紅豬》劇情設定於20世紀初期的意大利王國，描繪著曾經歷第一次世界大戰的王牌飛行員，現在以自由賞金獵人的身份在亞得里亞海追逐「空中海盜」的波鲁克・罗梭的故事，他在不為人知的背景下；刻意對自己下咒將面孔變成豬的模樣。電影上映後，繼之前的作品《魔女宅急便》之後，《紅豬》再度打破了日本劇場動畫電影的票房紀錄。此外這部作品之後，由吉卜力工作室執導的宮崎駿所有電影都由東寶發行上映。
在香港，本電影在1992年12月24日首映，放映至翌年2月8日落畫，是香港上映的唯一一套橫跨聖誕和農曆新年假期檔期的吉卜力電影。

## 摘要
《紅豬》是宮崎駿作品中少數有確定時代背景的，除了波魯克由於詛咒的原因變成豬，帶有超自然現象味道之外，主要的時代與場景均是依照現實世界進行詳細的設定。並且對於當時的義大利進行了深度的研究，由片中許多的細節中可以看出（雖然部分的義大利文有拼錯字）。
雖然《紅豬》的時間設定為戰間期，依照劇情的提示，應是在1930年代的經濟大蕭條時代，但是作品中的女性服裝是1920年代的，因此《紅豬》的作品雖設定於1920年代，但實際上為了劇情需求，影片中的人物、場景與物品設定仍做了一些變動。另外作品中有多次提到法西斯主義。
動畫裡出現的水上飛機大部分均是現實世界中曾經出現過的，如波魯克的座機為Savoia S‧21（與實機有部分差異），卡地士的為柯蒂斯-萊特公司所製的R3C-0，還有第一次世界大戰的Hansa-Brandenburg CC等等。
波魯克也在片中多次的評論了法西斯主義，雖然片中沒有明示波魯克為什麼變成了豬，但暗示波魯克變成豬是由於他不願意成為意大利法西斯黨政府的打手而加入軍隊，寧可成為豬也不願當一個法西斯主義者。值得注意的是，波魯克本來是空戰的英雄，卻因為反對法西斯而被指責為「怠惰的豬」，於是在人們的眼中，他就真的變成一頭豬了，或許可說是宮崎駿對法西斯社會的批判和諷刺。此外另個理由是為了跟吉娜保持距離，以保持對他死去的朋友的忠誠（主角戰友是吉娜的第一任丈夫）。

## 劇情
《紅豬》講述著由於魔法而變成豬的飛行員，「波魯克・羅素」的故事，發生在米蘭、達爾馬提亞和克瓦內爾灣之間的亞得里亞海東岸，以及阜姆市（當時屬於意大利阜姆省，现名里耶卡，屬克羅地亞）。時值1929年，波魯克追擊「曼馬由特空中海賊團」（簡稱曼馬由特隊）開始。曼馬由特隊打劫了一艘由威尼斯出發的郵輪，並且綁架了小學女校的學生，波魯克成功的打敗了曼馬由特隊，也結下了樑子。
於是曼馬由特隊等的空中海賊團聯盟（簡稱空賊聯盟），請來了美國的飛行好手「卡地士」來當空賊聯盟的保鏢，除了協助空賊聯盟的行動，更在波魯克前往米蘭要保養飛行艇的途中，趁波魯克的引擎故障，將波魯克的飛行艇擊落使其必須進行大修。
雖然波魯克的飛行艇需要大修，然而他在米蘭的保可洛飛機製造工作室得到了「菲奧」的協助，將飛行艇進行改良，但是由於當時義大利已漸漸被墨索里尼的国家法西斯党所掌權，波魯克為了躲開OVRA的追捕，於是決定由米蘭的人工運河中以飛行方式逃走，而菲奧也為了“討債”，於是假借作為“人質”的身分與波魯克同行離開了米蘭。
波魯克回到了亞得里亞海小島的秘密基地之後，又碰到了空賊聯盟的埋伏，經過了菲奧的斡旋，以菲奧為賭注，波魯克決定與卡地士進行一次公正的決鬥。最後因與卡地士在空戰中無法分出高下，而改以肉搏拳賽打敗了卡地士，最终贏得了榮耀。
影片最后暗示波魯克恢复了人型，這也解釋了後來提到他此後從此不再出現的原因。其实电影中当小女孩的喷气飞机飞过亚得里亚海酒店上空时，可以看到波魯克的红色飞机停在了秘密花园下面。並播出了噴射時代的菲奧旁白，稱她和許多戰友回來飯店度過假期，至於吉娜自己的承諾是否實現是兩個女人之間「共同的秘密」。

### 主要角色
本名為馬可・帕哥特（マルコ・パゴット），是個居住在亞得里亞海上一座小島裡，靠著擊退空賊維生的賞金獵人。
在不為人知的痛苦理由之下；刻意對自己下咒將面孔變成豬的模樣，以局外人般的模樣獨自在小島上生活著。
過去曾與年少相識的朋友參與第一次世界大戰，在目睹到親友的戰死而感到痛苦，且反對大戰後祖國義大利裡充斥的法西斯主義。
個人暱稱的原文；在義大利語中的意思為「紅色的豬」。
為波魯克的舊識，一名外形美麗、有著好嗓音、經營酒館的寡婦，前任的三名丈夫皆死于飞机失事（贝尔里尼与吉娜结婚后不久，于亚得里亚海上空战死；第三任丈夫于孟加拉内地因飞机失事身亡），并且都是波鲁克的朋友。與波魯克彼此私底下抱著好感。
備受亞得里亞海上各個空賊們所愛戴敬仰，皆不會在她酒館一帶區域鬧事。
- 保可洛老爹（Master Piccolo）

飛行艇製造廠「保可洛」（Piccolo S.P.A.）的經營者，波魯克的老友，替波魯克修理被卡地士擊毀的飛機。
保可洛老闆的孫女，是個年齡17歲的天才飛機設計師，性格活潑有朝氣，也能展現像男生般強悍的一面。
菲兒的配音員岡村明美在劇情裡最喜歡的橋段為菲兒向曼馬由特隊及卡地士對峙之後、向波魯克坦承她心裡其實相當害怕的一幕。
- 唐納德・卡地士（Donald Curtis）

空賊集團為了擊敗波魯克特地從美國請來的打手，是名曾在史奈德盃獲得佳績的技術優秀飛行員。
喜歡美麗的女性，夢想著未來要當上美國總統。劇末與波魯克再次對決後返回美國從事影星的工作。
名字取自同名好萊塢演員，角色原型參照同為好萊塢演員兼第40任美國總統隆納·雷根。
- 曼馬由特隊首領（Mamma Aiuto Boss）

空賊集團「曼馬由特隊」的領導人，屢次出擊皆被波魯克擊敗，是個行為粗魯但性格直爽的人。
- 菲拉林（Ferrarin）

波魯克參加一次大戰時的戰友，戰後擔任義大利王家空軍的少校，在電影院與波魯克相會，曾試圖勸說波魯克歸隊，以撤銷其身負的罪行，但卻被不願為法西斯效勞的波魯克回絕，事後暗中協助波魯克避開義大利政府的追擊。
名字取自同名義大利王家空軍飞行员。

## 製作

### 經過
最初是定案於日本航空班機內上播放的約30分鐘左右的短篇動畫，當時宮崎駿對動畫主旨的訴求為「讓勞累腦筋疲倦的中年人欣賞的影片」及「劇中角色不論正反兩方皆盡情享受人生」的動畫。之後因作品的內容有超過時間上限的問題而取消，並在宮崎駿畫出波魯克回憶一次大戰的分鏡圖時，讓眾人確定《紅豬》有搬上大銀幕上放映的可行性。
動畫的製作人鈴木敏夫對於「為何主角要是一頭豬？」一事感到疑惑，而宮崎駿也沒特別去想到一個可以解釋的原因，之後作畫監督賀川愛則想到「因為這個男人對自己施了魔法」的提議。後續鈴木敏夫仍疑惑「有什麼因素讓這男人非得把自己變成豬？」，宮崎駿則在創造出女角色吉娜時；對鈴木敏夫表示「這個角色或許知道為什麼那個男人非得把自己變成豬」。

### 預告片
《紅豬》的預告片內容上，由鈴木敏夫參考了日本導演木下惠介《令人懷念的笛和鼓》、以及黑澤明的《亂》裡頭的影片風格。但事後完成的成品遭到宮崎駿的嚴批，他認為鈴木敏夫的預告片會讓人覺得《紅豬》的主題是戰爭影片；但執導一部內容好戰的電影從未是他的本意。

### 聲演
| 角色                    | 配音 | 配音                                                                      | 配音                        | 配音                                                                                               | 配音                | 配音                               | 配音            |
| 角色                    | 日本 | 中国大陆                                                                  | 臺灣                        | 美国                                                                                               | 英屬香港 香港       | 英屬香港 香港                      | 英屬香港 香港   |
| ----------------------- | --- | ------------------------------------------------------------------------- | --------------------------- | -------------------------------------------------------------------------------------------------- | ------------------- | ---------------------------------- | --------------- |
| 角色                    | 日本 | 中国大陆                                                                  | 臺灣                        | 美国                                                                                               | 1992年 安樂公映版本 | 1996年 TVB版本                     | 2001年 洲立版本 |
| 波魯克（ポルコ・ロッソ）              | 森山周一郎 | 陆揆                                                                      | 楊少文                      | 米高·基頓                                                                                          |                     | 陳永信                             |                 |
| 吉娜夫人（マダム・ジーナ）            | 加藤登紀子 | 杨晨                                                                      | 陳季霞                      | 蘇珊·伊根                                                                                          |                     | 蔡惠萍                             |                 |
| 菲兒（フィオ・ピッコロ）                | 岡村明美 | 山新                                                                      | 劉小芸                      | 金柏莉·威廉斯-派西里                                                                               |                     | 陸惠玲                             |                 |
| 保可洛老闆（ピッコロおやじ）          | 桂文枝 | 郭政建                                                                    | 曹冀魯                      | 大衛·奧根·施蒂爾斯                                                                                 |                     |                                    |                 |
| 曼馬由特隊首領（マンマユート・ボス）      | 上條恒彦 | 巴赫                                                                      | 沈光平                      | 布拉德·加雷特                                                                                      |                     | 黃子敬                             |                 |
| 卡地士（ドナルド・カーチス）              | 大塚明夫 | 凌云                                                                      | 康殿宏                      | 卡利·艾域士                                                                                        |                     | 招世亮                             |                 |
| 保可洛工廠的婆婆（バアちゃん）    | 関弘子 | 杨希                                                                      | 王景平                      | |                     |                                    |                 |
| 菲拉林（フェラーリン少佐）              | 稲垣雅之 |                                                                           | 姜先誠                      | |                     |                                    |                 |
| 年輕的波魯克（マルコ・パゴット）        | 古本新乃輔 |                                                                           | 曹冀魯                      | |                     | 陳永信                             |                 |
| 空賊集團首領（空賊連合ボス）        | 仁内建之 野本礼三 阪脩 島香裕 藤本讓 田中信夫 新井一典                                                                                              |                                                                           | 沈光平 夏治世 姜先誠 陈宗岳 | 弗兰克·维尔克 凯文·迈克尔·理查森 比爾·法格巴克                                                     |                     |                                    |                 |
| 領航員（パイロット）              | |                                                                           |                             | 杰克·安杰尔                                                                                        |                     |                                    |                 |
| 寫真屋（写真屋）              | 辻村真人 |                                                                           |                             | |                     |                                    |                 |
| 老人（老人）                | 矢田稔 |                                                                           |                             | |                     |                                    |                 |
| 不明（役不明） 其他角色 | 松尾銀三 大森章督 澤海陽子 喜田亞由美 遠藤勝代 中澤敦子 佐藤広純 種田文子 佐藤ユリ 劇団若草 中津川浩子 森山祐嗣 松岡章夫 井上大輔 森田梨絵 高橋若菜 | 任景行 邢子皓 陈思宇 李璐 姜波 栾立胜 兰酒 乔菲菲 周一菡 杨希 唐嶷 石慧峰 | 楊小黎 陳若甄               | 科瑞·波頓 羅布·保羅森 傑夫·布內特 崔絲·馬可尼爾 迪·布萊德利·貝克 湯姆·肯尼 菲利普·柏特爾 麥克·貝爾 |                     | 陸惠玲 林元春 雷碧娜 曾佩儀 盧國權 |                 |

## 工作人員
- 導演、原著、分鏡、劇本：宮崎駿
- 製作人：鈴木敏夫
- 執行監製：德間康快、利光松男、佐佐木芳雄
- 執行監製助理：山下辰巳、高木盛久、氏家齊一郎
- 作畫監督：賀川愛、河口俊夫
- 畫面檢查：館野仁美、中邊利惠、藤村理枝
- 原畫監督：近藤勝也、佐藤好春
- 美術監督：久村佳津
- 美術：男鹿和雄、山川晃、太田清美、田中直哉、武重洋二、崎元直美、長繩恭子、黑田聰
- 色彩主要處理：保田道世
- 色彩設計：立山照代、木村郁代
- 特殊效果：谷藤薰兒、橋爪朋二、玉井節子
- 畫面協調處理：高屋法子
- 攝影監督：奧井敦
- 編輯：瀨山武司
- 編輯助手：足立浩
- 台詞編集：內田誠
- 錄音：淺梨直子
- 錄音室：東京電視台中心
- 音樂：久石讓

## 片中歌曲
- 插入歌：《櫻桃成熟時》

作詞：、 作曲：A. Renard、 演唱：加藤登紀子
※翻唱1866年同名法國老歌，當時刊登在《紅豬》電影手冊上的日文翻譯歌詞則由熟知法文的高畑勳提供。
- 片尾曲：《偶爾也說說昔日吧》

作詞・作曲・演唱：加藤登紀子、 編曲：菅野洋子、 鋼琴伴奏：大口純一郎
※為加藤登記子1986發表的歌曲，由身為她的歌迷的宮崎駿提議作為片尾曲。

## 動畫宣傳標語
- 這樣才叫帥──由糸井重里提供。

## 上映反應

### 票房
《紅豬》在日本上映後票房成績達到54億日圓、剩餘的分配收入則為28億日圓，是1992年度日本電影排行第一名。

### 獲獎榮譽
- 1992年第5屆日刊體育電影大獎：石原裕次郎獎
- 1992年第47屆每日電影獎：音樂獎、動畫電影獎
- 1993年安錫國際動畫影展：長篇電影獎
- 第9屆全國興業環境衛生同業組合連合會：金總獎、賣座導演獎
- 文化署優秀電影作品獎
- 英國《Time Out》評列為前50大動畫第30名。[18]

## 原作漫畫

### 概要
紅豬動畫內容原為宮崎駿的幻想軍事漫畫特集《宮崎駿的雜想筆記》裡第14～16篇幅的漫畫「飛行艇時代」所改編，為宮崎駿於1990年期間的創作。
原作漫畫內容與動畫版劇情大多一致；同為描述在亞得里亞海上的一個小島中住著一位專門打擊空賊集團、面孔為豬的飛行好手波魯克，而波魯克在故事中間被空賊集團從美國請來的打手卡地士給暫時擊敗，事後波魯克在修理飛機時認識了機廠老闆孫女菲兒、並最後與卡地士再度一決勝負。
事後的動畫版劇情裡添加了在漫畫版中所沒描述的波魯克過去哀傷的經歷，以及新增另一女角色吉娜做為波魯克的舊識。

### 發行版本
- 《宮崎駿的雜想筆記》：與其它宮崎駿軍事漫畫合併成一冊發行；1992年12月初版。
- 《飛行艇時代》：獨立成一冊發行的版本，附加宮崎駿對於飛機模型評論的專欄；1992年7月初版。

## 作品裡的飛機
- Savoia S‧21 Flogore

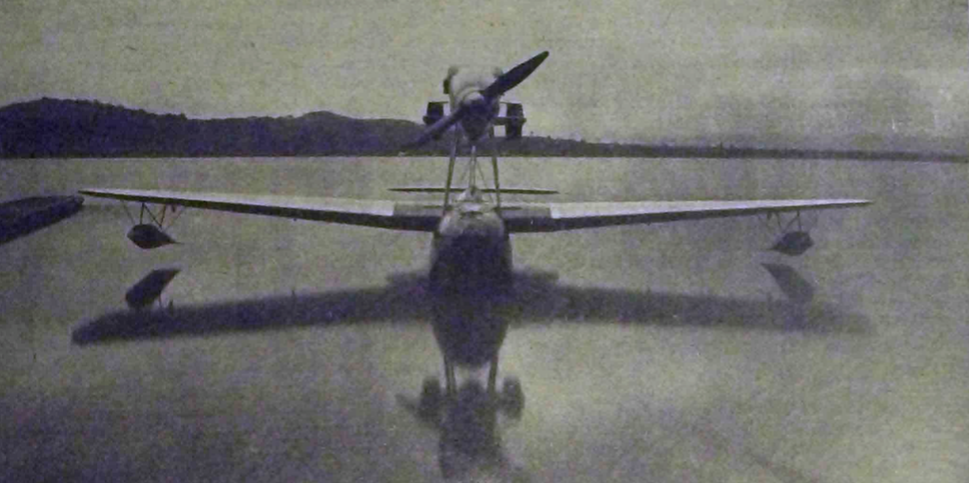

波魯克使用的飛機，名稱與Savoia公司於1920年代生產的機種「Savoia S‧21」同名（不過實際的Savoia S‧21為雙翼機造型），在動畫版中在機尾塗上了義大利熱那亞的市徽。 [*有趣的是，与电影中机型更加贴近的原型应为意大利竞赛专用机Macchi M.33，于1925年首飞。]
機型外觀為引擎架設於機身上方的模樣，因此有上方視線狹窄的缺陷。
引擎一開始使用600馬力的伊索塔弗拉斯基尼ASSO，被卡地士擊毀後更換成720馬力的「菲亚特 Flogore A.S.2」（原作漫畫則為改裝過的700馬力「勞斯萊斯紅隼型發動機」）
作品設定為飛行速度每小時330公里，裝備的武器為兩架口徑7.92mm、每分鐘可連射約550發子彈的Maschinengewehr機槍。

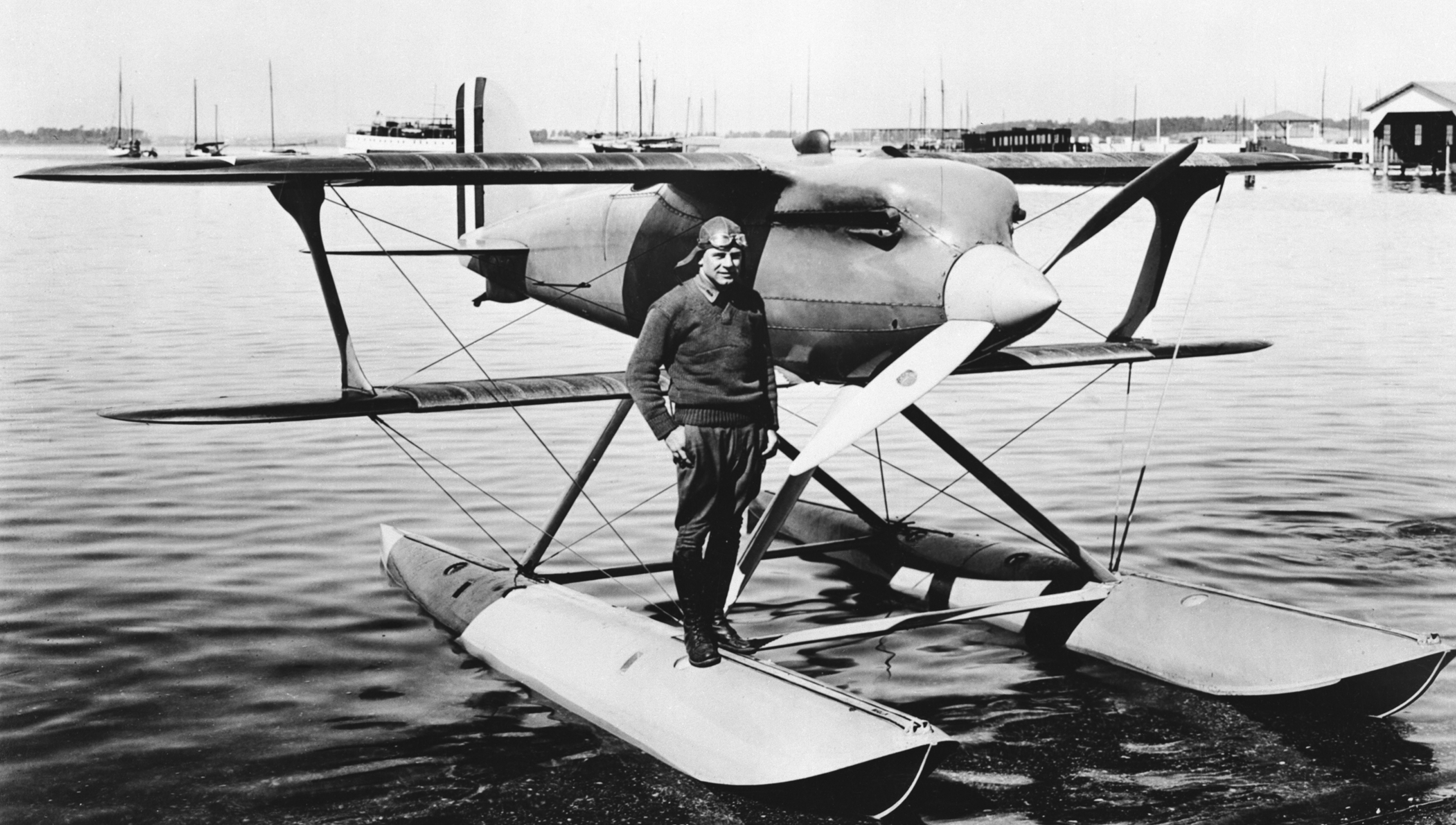
現實的Curtiss R3C-2戰鬥飛行艇

- Curtis R3C-0 Fighter Sea Plane

作品中波魯克的對手卡地士操控的飛機，以美國柯蒂斯-萊特公司於1920年代期間所生產的飛行機「Curtiss R3C-2」為範本所設計的水上戰鬥機，在機尾後方畫有「幸運響尾蛇」的圖像。而柯蒂斯公司的創辦者Glenn Curtiss則與卡地士同姓。
因引擎內藏在機首裡，不像波魯克的Flogore號有上方視野的問題，但因機身下方有用於漂浮水面的支架，相對地有下方視野受限的缺陷。
作品設定為飛行速度每小時348公里，引擎為擁有610馬力的「Curtis V-1400」。裝備的武器為兩架口徑為7.7mm的Browning機槍。
- Dabohaze

為故事中原創的機型；由空賊集團曼馬由特隊所屬、外殼為金屬製的飛機。使用引擎為兩台360馬力的「劳斯莱斯鹰式发动机 」的IV款式。
作品設定為飛行速度每小時193公里，武器裝備是機首上一架口徑達37mm的對空機炮、以及另一架裝於機身中的口徑7.7mm的Lewis機關槍。
- Macchi M.39&Macchi M.52

兩者皆為1920年代義大利馬基公司（Alenia Aermacchi）生產的機種。動畫版中波魯克的老友菲拉林所駕駛的飛行機則為混合了Macchi M.39與M.52外型特徵的原創機種。
現實中的Macchi M.39是馬基公司為了一雪被美國柯蒂斯-萊特公司以Curtiss R3C飛機拿下史奈德盃優勝的恥辱所開發的。
使用的引擎為「Fiat AS.2.12V型」、850馬力，最快時速為397公里
- Macchi M.5

波魯克在一次大戰時所駕駛的軍機。
- Hansa-Brandenburg CC

在波魯克回憶第一次世界大戰的場面時、敵方(德意志帝國)所駕駛的機種。在史實上為奧匈帝國所製造的軍機，外型特徵為具有上下兩對的機翼間有網狀的支撐架。
- FIAT CR20（英语：Fiat CR.20）

結尾前義大利王家空軍為了捕抓波魯克及其他空賊所派出的飛行機，在動畫中是唯一非水上使用、可以在陸地機場停放的機種。

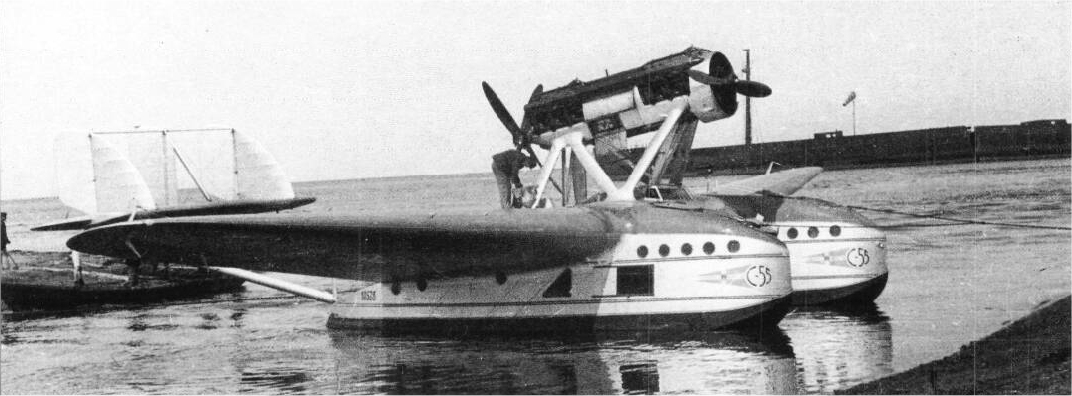
現實的Savoia Marchetti S.55

- Savoia Marchetti S.55

結尾前義大利王家空軍派出的另一種飛行機，為雙機身的外型。
宮崎駿個人對此飛機的評價為「天才才辦得到的技術」，並曾在義大利旅行時於該飛機的紀念碑文上拍照留念。

## 音樂專輯

### 印象專輯
| 曲目                        | 創作/演唱          |
| --------------------------- | ------------------ |
| 1.亞德里亞海蔚藍的青空（）  | 作曲．編曲：久石讓 |
| 2.冒險飛行家的時代（）      | 作曲．編曲：久石讓 |
| 3.赤紅的飛翼（）            | 作曲．編曲：久石讓 |
| 4.雲海裡的Savoia號（）      | 作曲．編曲：久石讓 |
| 5.保可洛公司（）            | 作曲．編曲：久石讓 |
| 6.戰爭遊戲（）              | 作曲．編曲：久石讓 |
| 7.Dabohaze號（）            | 作曲．編曲：久石讓 |
| 8.阿德里亞諾的小窗（）      | 作曲．編曲：久石讓 |
| 9.世界恐慌（）              | 作曲．編曲：久石讓 |
| 10.馬魯克與吉娜的主題曲（） | 作曲．編曲：久石讓 |

### 原聲帶
| 曲目                                         | 創作/演唱                               |
| -------------------------------------------- | --------------------------------------- |
| 1.時代之風～在那段人們還活得像人的日子裡（） | 作曲．編曲：久石讓                      |
| 2.曼馬由特隊（）                             | 作曲．編曲：久石讓                      |
| 3.再會！（）                                 | 作曲．編曲：久石讓                      |
| 4.逝去的往日（）                             | 作曲．編曲：久石讓                      |
| 5.墨色的寫真（）                             | 作曲．編曲：久石讓                      |
| 6.塞爾維亞行進曲（）                         | 作曲．編曲：久石讓                      |
| 7.飛行艇的眾人（）                           | 作曲．編曲：久石讓                      |
| 8.毀滅～雲裡的陷阱（）                       | 作曲．編曲：久石讓                      |
| 9.豬與女郎（）                               | 作曲．編曲：久石讓                      |
| 10.菲兒‧十七歲（）                           | 作曲．編曲：久石讓                      |
| 11.保可洛的女工們（）                        | 作曲．編曲：久石讓                      |
| 12.朋友（）                                  | 作曲．編曲：久石讓                      |
| 13.夥伴情誼（）                              | 作曲．編曲：久石讓                      |
| 14.瘋狂～飛翔（）                            | 作曲．編曲：久石讓                      |
| 15.飛向亞德里亞海（）                        | 作曲．編曲：久石讓                      |
| 16.找回已逝去的時光（）                      | 作曲．編曲：久石讓                      |
| 17.卡地士對菲兒的一見鍾情（）                | 作曲．編曲：久石讓                      |
| 18.夏季的結束（）                            | 作曲．編曲：久石讓                      |
| 19.離去的靈魂～Lost Spirit（）               | 作曲．編曲：久石讓                      |
| 20.混戰（）                                  | 作曲．編曲：久石讓                      |
| 21.豬與女郎～終曲（）                        | 作曲．編曲：久石讓                      |
| 22.櫻桃成熟時（）                            | 作詞： 作曲：A. Renard 演唱：加藤登紀子 |
| 23.偶爾也說說昔日吧（）                      | 作詞・作曲・演唱：加藤登紀子、編曲：    |

## 其它

### 片中名言
- 波魯克：「不能飛的豬，就只是豬而已。」
- 波魯克：「豬是沒有國家和法律的！」
- 波魯克：「好人全部都死光了。」
- 波魯克：「要我變成法西斯，我寧願當隻豬。」
- 波魯克：「再見了，亞得里亞海的自由和放蕩的生活。」
- 吉娜：「這裡比起你的國家，人生好像複雜多了。」
- 菲奧：「居然去找美國人卡地士來幫忙，你們的媽媽要是知道了，一定會羞死了！」
- 槍械店老闆：「靠戰爭賺錢的是壞人，賺不到賞金的是無能」

### 片中細節
- 開頭使用了日文、義大利文、韓文、英文、中文（簡體）、西班牙文、阿拉伯文、羅馬文、法文、德文10種不同的語言字幕，其中韓文的部份曾不小心將片名打成「紅歌」，而做了上映前的緊急修正。[30]
- 吉娜演唱歌曲《櫻桃成熟時》的段落中，為了講求寫真性；在錄製該段落時宮崎駿請擔任吉娜配音的加藤登紀子於一間餐館中演唱，並請鈴木敏夫及結識的日本電視台友人奧田誠治負責扮演餐館的客人。[31]之後動畫裡輕輕觸摸著吉娜左手的胖客人，即為當時奧田誠治所扮演的角色。[30]
- 到銀行提領抓空賊賞金的波魯克一幕裡，紙幣上面有一個惡搞的類似爬蟲類模樣的圖像。[32]
- 波魯克修好的飛機，裝上的新引擎有吉卜力工作室的英文名字，[33]而中文對白則稱該引擎為「霹靂」。
- 在駕駛著菲兒借來的卡車的波魯克、為了閃避秘密警察跟蹤而做出緊急轉彎的一瞬間鏡頭中；車窗外有一個寫著「吉卜力旅館」（Pensione Ghibli）招牌的建物 。[33]
- 波魯克回憶與吉娜第一任丈夫貝爾里尼參與第一次世界大戰時，貝魯利尼駕駛的飛行機號碼為1號、波魯克則為4號，宮崎駿對此細節解讀為「可以把這當作是波魯克將會成為吉娜第四任丈夫的暗示」。[34]
- 曼馬由特隊（Mamma Aiuto，義大利原文意為“媽媽救我”）這個名稱也是三鷹之森吉卜力美術館管理單位的名稱，三鷹之森吉卜力美術館裡面的販售部也叫「曼馬由特」。
- 若動畫中所提及波魯克1910年17歲就能獨自飛行，那片中背景若是1929年，波魯克應該約36歲。
- 劇中的卡地士（Donald Curtis）在現實的好萊塢中，也有一個同名同姓的演員。